# 音乐的同位体
音乐的同位体计划是神椿工作室旗下虚拟歌手组合V.W.P以五名成员各自的歌声为基础的语音合成软件，及她们的形象和服装为基础的合作项目。

## 概述
花谱的制作人PIEDPIPER认为，虚拟歌手具有IP内容（知识产权）的一面，虽然在没有大平台的公司上创建此类内容是一个障碍，但虚拟歌手的内容中包含了用户生成的内容的元素，预示着其具有持续发展的潜力。 这个构想在2018年左右具体化为制作虚拟歌手音声合成软件的项目 。
该项目以与CeVIO AI合作的形式实现，首先制作的是PIEDPIPER制作的花谱歌声的版本。在开发虚拟歌手声音合成软件时，PIEDPIPER担心用户之间是否将其纳入“Vocaloid”的争论会变得过于激烈，因此计划将其作为新的事物被大众所认知，于是便提出了“音乐同位体”这一名称 。此外，音乐同位体的名称和外观（歌声合成软件的包装插图）亦与原虚拟歌手相似。这样做的目的是使其与虚拟歌手的业务处于同等地位，并期望通过“音乐同位体”的销量和虚拟歌手知名度的相互促进达到协同效应。该项目的理念是“从‘聆听’到‘创作’”。 
于是，2020年10月10日，基于花谱歌声的《ARTIFICIAL SINGING SYNTHESIZER KAF+YOU》（CeVIO AI 音乐的同位体 可不 SONG VIOCE）宣布出世 。尽管音源最初定于2020年冬季发布，但由于广泛的反向，发布再2020年冬季开始，被两度延期，最终于2021年7月7日发布。  
随后，2022年分别基于异世界情绪和理芽的歌声推出了CeVIO AI软件“音乐的同位体 星界 Song Voice”和“音乐的同位体 里命 Song Voice”。同年7月，音乐的同位体门户网站上线，每周更新官方四格漫画《同位体观察日记》开始连载  。 2023年，分别基于幸祜和春猿火的歌声推出了CeVIO AI软件“音乐的同位体 狐子 Song Voice”和“音乐同位素 羽累 Song Voice”。至此，基于V.W.P成员的外表及其歌声的同位体软件均已推出。同年 3 月在 KAMITSUBAKI FES '23上 ，由这五款合成音声软件组成的组合“VIP -Virtual Isotope Phenomenon-”正式成立  。
此外，在“音乐的同位体 可不  Collaboration with Synthesizer V AI”中使用了歌声合成软件Synthesizer V ，在“音乐的同位体 星界 TALK EXTENSION collaboration with VOICEPEAK”中使用了用于朗读的语音合成软件VOICEPEAK 。

## 人物设定
外观样貌都是以V.W.P的成员创作，但五人的头发颜色、肤色和服装颜色都以白色基调设计。名称是声源提供者名称中两个汉字的同音字 。所有五个音乐同位体都与声源提供者相似但与声源提供者有所不同。

### 可不 (KAFU)
可不（かふ、 KAFU ）是基于歌手花谱的歌声和外貌的音乐的同位体。角色设计者是PALOW，与花谱相同。三角形组合发饰是她的特点。

### 星界（SEKAI）
星界（せかい、SEKAI）基于歌手异世界情绪的歌声和外表的音乐的同位体。角色设计师是Reoen  。

### 裏命（日语：裏命）（RIME）
裏命（りめ、RIME）是基于歌手理芽的歌声和外表的音乐的同位体。角色设计师是PALOW 。

### 狐子(COKO)
狐子（ここ、COKO）是基于歌手幸祜的歌声和外表的音乐的同位体。角色设计师是SWAV  。狐狸耳朵是她的特点。

### 羽累
羽累（はる、HARU） 是基于歌手春猿火的歌声和外表的音乐的同位体。角色设计师是一色 。

## 製品

### CeVIO AI 系列
| 产品列表                                                           | 库             | 音源数据提供者 | 发售日         | 概要                           | 脚注                       |
| ------------------------------------------------------------------ | -------------- | -------------- | -------------- | ------------------------------ | -------------------------- |
| 『ARTIFICIAL SINGING SYNTHESIZER KAF+YOU Starter』（套装版/DL版）  | 可不 SoundBase | 花谱           | 2021年7月7日   | 声音的特点为略沙哑，可爱和天真 | [ 6 ] [ 17 ] [ 18 ] [ 19 ] |
| 『ARTIFICIAL SINGING SYNTHESIZER KAF+YOU 可不Base』单体 （仅DL版） | 可不 SoundBase | 花谱           | 2021年7月7日   | 声音的特点为略沙哑，可爱和天真 | [ 6 ] [ 17 ] [ 18 ] [ 19 ] |
| 『音乐的同位体 星界 Starter』（套装版/DL版）                       | 星界 SoundBase | 异世界情绪     | 2022年5月20日  |                                |                            |
| 『音乐的同位体 星界(SEKAI) SongBase』（仅DL版）                    | 星界 SoundBase | 异世界情绪     | 2022年5月20日  |                                |                            |
| 『音乐的同位体 里命 SongStarter』（套装版/DL版）                   | 里命 SongBase  | 理芽           | 2022年10月25日 |                                |                            |
| 『音乐的同位体 里命 SongBase』（套装版/DL版）                      | 里命 SongBase  | 理芽           | 2022年10月25日 |                                |                            |
| 『音楽的同位体 狐子 SongBase』（パッケージ版/DL版）                | 狐子 SongBase  | 幸祜           | 2023年1月25日  |                                |                            |
| 『音乐的同位体 狐子 SongBase』（套装版/DL版）                      | 狐子 SongBase  | 幸祜           | 2023年1月25日  |                                |                            |
| 『音乐的同位体 羽累 SongStarter』（套装版/DL版）                   | 羽累 SongBase  | 春猿火         | 2023年11月13日 |                                |                            |
| 『音乐的同位体 羽累 ソングボイス』（套装版/DL版）                  | 羽累 SongBase  | 春猿火         | 2023年11月13日 |                                |                            |

### Synthesizer V 系列
| 产品列表 | 音源数据提供者 | 发售日 | 概要 | 脚注 |
| -------- | -------------- | ------ | ---- | ---- |
| 可不     | 花谱           | 未定   |      |      |

### VOICEPEAK 系列
| 产品列表 | 音源数据提供者 | 发售日         | 语音风格                         | 脚注 |
| -------- | -------------- | -------------- | -------------------------------- | ---- |
| 星界     | 异世界情绪     | 2023年12月11日 | 「快乐」「幸福」「生气」「悲伤」 |      |
| 狐子     | 幸祜           | 2024年1月25日  | 「快乐」「幸福」「生气」「悲伤」 |      |
| 里命     | 理芽           | 2024年2月26日  | 「快乐」「幸福」「生气」「悲伤」 |      |
| 羽累     | 春猿火         | 2024年3月29日  | 「快乐」「幸福」「生气」「悲伤」 |      |

## 脚注
1. 1 2  . 音楽的同位体プロジェクト.   [2024-05-11]. （原始内容存档于2024-11-28） （日语）.
2. ↑  『クイック・ジャパン Vol. 162』 2022，第88頁.
3. 1 2  . 音楽ナタリー. 2022-10-13  [2023-08-16]. （原始内容存档于2024-12-26）.
4. ↑  . https://musical-isotope.kamitsubaki.jp/.   [2023-08-17]. （原始内容存档于2024-11-28）.
5. ↑  . 2020-10-12  [2023-08-17]. （原始内容存档于2022-02-03）.
6. 1 2  生産上の不具合で発売を7/7(水)に延期致しました。於Twitter.
7. 1 2  もう少し開発期間を頂いた上で“リリースを遅らせる”決断を致しました。
8. ↑  . 2022-07-07  [2023-08-17]. （原始内容存档于2024-08-11）.
9. ↑  本日より、音楽的同位体の４コマ漫画「同位体観察日記」連載スタート！於Twitter.
10. ↑  音楽的同位体 公式【可不・星界・裏命・狐子・羽累】 [@musicalisotope].  (推文). 2023-03-31  [2023-08-17] –Twitter.
11. ↑  不確かなものをつくります。. . note.com. 2022-03-03  [2023-08-17].[]
12. ↑  @reoenl.  (推文). 2021年10月27日  [2021-10-28] –Twitter.
13. ↑  PALOW. − 𝗦𝗦𝗦 [@PALOW_].  (推文). 2022-10-25  [2023-08-17] –Twitter.
14. ↑  SWAV [@_SWAV_].  (推文). 2022-07-15  [2023-08-17] –Twitter.
15. ↑  一色 [@issikiiiiiii].  (推文). 2022-10-18  [2023-11-14] –Twitter.
16. ↑  .   [2024年5月31日]. （原始内容存档于2021年3月13日）.
17. ↑  .   [2024-05-13]. （原始内容存档于2023-10-16）.
18. ↑  .   [2023-08-17]. （原始内容存档于2023-08-17）.
19. ↑  . 2022-08-21  [2023-08-17]. （原始内容存档于2023-08-17）.
20. 1 2  . 2021-10-23  [2021-10-23]. （原始内容存档于2024-12-27）.
21. ↑  .   [2024-05-13]. （原始内容存档于2023-12-08）.